# FO&O
FO&O est un boysband suédois composé de Oscar Enestad, Omar Rudberg et Felix Sandman. Il a été créé en 2013 sous le nom de « The Fooo ». En 2014, le groupe change de nom pour adopter celui de « The Fooo Conspiracy ». En novembre 2016, Oscar Molander quitte le groupe, qui devient alors « FO&O ».
Le 19 septembre 2017, la séparation du groupe est annoncée, justifiée par le fait que les membres, Felix Sandman, Oscar Enestad et Omar Rudberg, souhaitent se consacrer à leurs carrières solos respectives.

## Carrière

### 2013-2015
En 2013, le boysband commence à se produire dans les rues de Stockholm, tout en filmant ses performances afin de les publier sur YouTube pour que ses fans (appelés « Foooers ») puissent les voir. En 2013, le groupe apparaît à plusieurs reprises à la télévision, participant par exemple au gala Tillsammans för Världens Barn ou encore à la finale du concours Idol 2013 à Globen. Le groupe s'est fait connaître en assurant la première partie du concert de Justin Bieber à Globen en avril 2013, après que le chanteur et son manager ont visualisé un clip du groupe. Le premier single de The Fooo est Build a Girl, qui a atteint le numéro 41 du Sverigetopplistan, le hit-parade officiel des suédois. La chanson atteint également le numéro 3 de Digilistanchart. Leur premier EP, The Fooo, a été publié le 16 août 2013 par The Artist House. Ils ont remporté le prix suédois Grammis « Innovation de l'année ». Leur premier album studio, Off the Grid, a dominé le classement officiel lors de sa première semaine de sortie, le 2 avril 2014. Le 27 août 2014, ils ont sorti leur deuxième EP, Conspiration, qui a atteint la 19e place du classement. Ils ont sorti leur troisième EP, Serenade aux États-Unis, le 30 octobre 2014, puis Coordinates, leur quatrième EP, le 7 janvier 2015. Ce dernier a atteint la 33e place du classement suédois. Wild Hearts est sorti en tant que single principal du EP le 19 janvier 2015. Ils ont sorti le single Run with Us le 5 juin 2015, suivi du single Jimi Hendrix le 4 décembre 2015.

### 2016 - 2017
Le 29 janvier 2016, devenu The Fooo Conspiracy, le groupe sort le single My Girl. La chanson a atteint la place 58 du Swedish Singles Chart. Il est suivi du single Summer Love, sorti le 29 avril 2016 qui atteint la place 54 du classement suédois. Ils ont réédité My Girl le 17 juin 2016 dans une version en collaboration avec Danny Saucedo. Le 28 octobre 2016, ils ont sorti le single Who Doesn't Love Love. En novembre 2016, Oscar Molander a quitté le groupe. Le 30 novembre 2016, The Fooo Conspiracy a été annoncé comme l'un des candidats du concours « Melodifestivalen 2017 » avec la chanson Gotta Thing About You, sous son nouveau nom de FO&O. Ils sont classés onzième en finale.
Le 27 avril 2017, FO&O annonce la sortie de son troisième et dernier album (sans Oscar Molander) sur les réseaux sociaux. L'album comporte Gotta Thing About You et le nouveau single So So Good.

## Membres

### Membres actuels
- Oscar Enestad, de son vrai nom Oscar Johan Ingvar Enestad, est né le 21 février 1997 à Sköndal, Stockholm.
- Omar Rudberg, de son vrai nom Omar Josúe Rudberg, est né le 12 novembre 1998 au Venezuela. Il a déménagé à Kungsbacka avec sa mère à l'âge de 6 ans[9].
- Felix Sandman, de son vrai nom Felix Karl Wilhelm Sandman, est né le 25 octobre 1998 à Värmdö, comté de Stockholm.

### Anciens membres
- Oscar Molander, de son vrai nom Oscar « Olly » Hans Olof Molander, est né le 24 février 1997 à Lidingö, comté de Stockholm.

## Discographie

### Albums
- 2014 : Off The Grid
- 2017 : FO&O

### EP
- 2013 : The Fooo
- 2014 : Conspiration
- 2014 : Serenade
- 2015 : Coordinates